# Cheirostylis takeoi
Cheirostylis takeoi är en orkidéart som först beskrevs av Bunzo Hayata, och fick sitt nu gällande namn av Rudolf Schlechter. Cheirostylis takeoi ingår i släktet Cheirostylis och familjen orkidéer. Inga underarter finns listade i Catalogue of Life.